# Isuzu Erga
Der Isuzu Erga ist ein großer Niederflurbus von Isuzu. Die Reihe wird hauptsächlich als Linienbusse in der Stadt eingesetzt.

## Modelle
Niederflur ohne Zugangsstufe (Typ-A), mit einer Zugangsstufe und mit zwei Zugangsstufen.
- KL-LV280L1/N1/Q1 (2000) – 8PE1-V8-Motor (für Erdgas: CNG: 8PF1-V8-Motor)
- KK/KL-LT233J2 (2000) – 6HH1-R6 Motor
- PJ-LV234L1/N1/Q1 (2004) – 6HK1-R6-Motor (für Erdgas: CNG: 8PF1-V8-Motor)
- PKG/PDG-LV234L2/N2/Q2 (2007) – 6HK1-R6-Motor (für Erdgas: CNG-MPI: 6HF1-R6-Motor)

Niederflur ohne Zugangsstufe (Typ-B)
- KL-LV834 (2000–2004) – 6HK1-R6-Motor (für Erdgas: CNG: 6HA1-R6-Motor) und Automatikgetriebe ZF Ecomat serienmäßig.

## Galerie

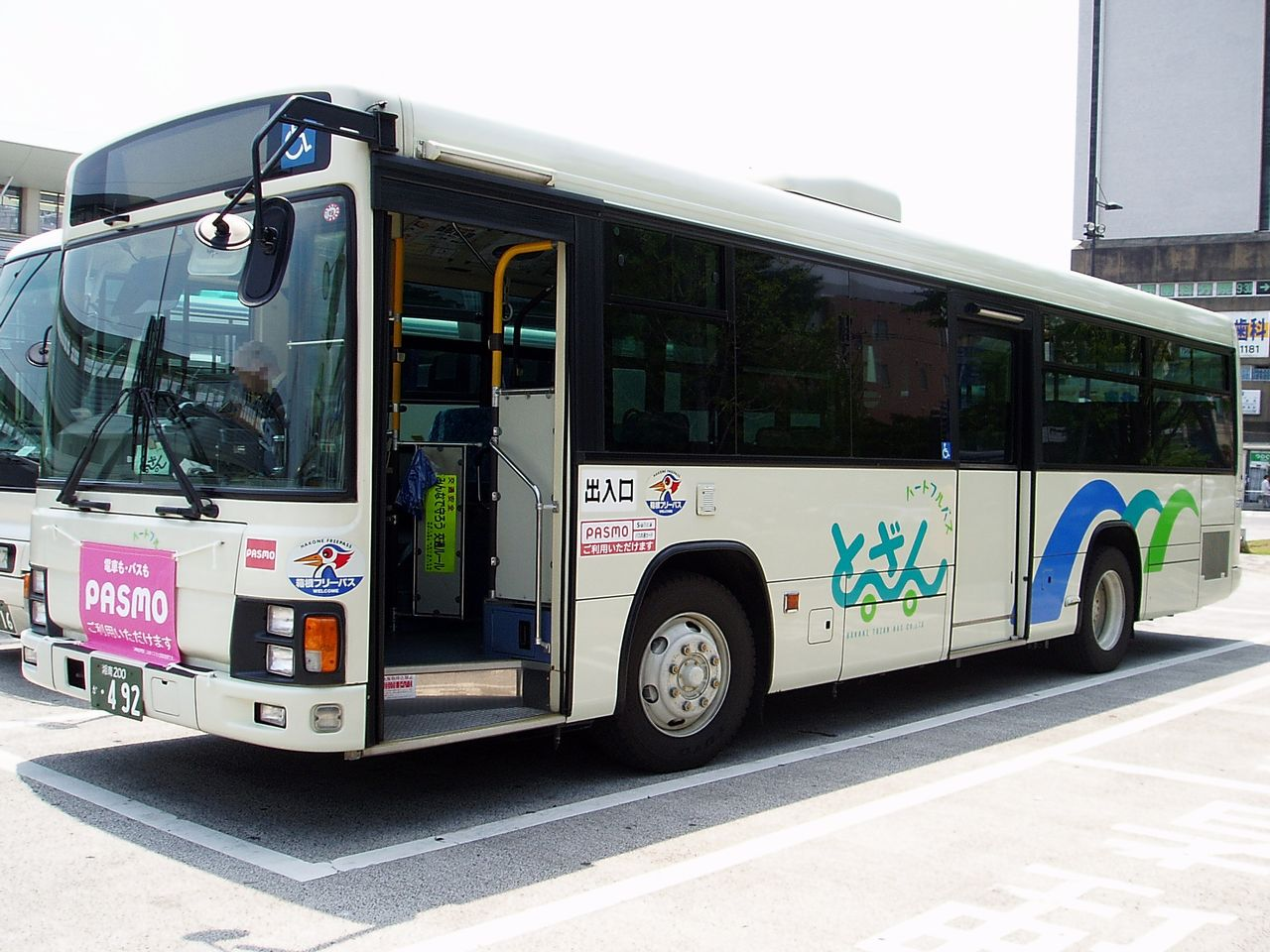
ERGA mit 1 Zugangsstufe KL-LV280L1
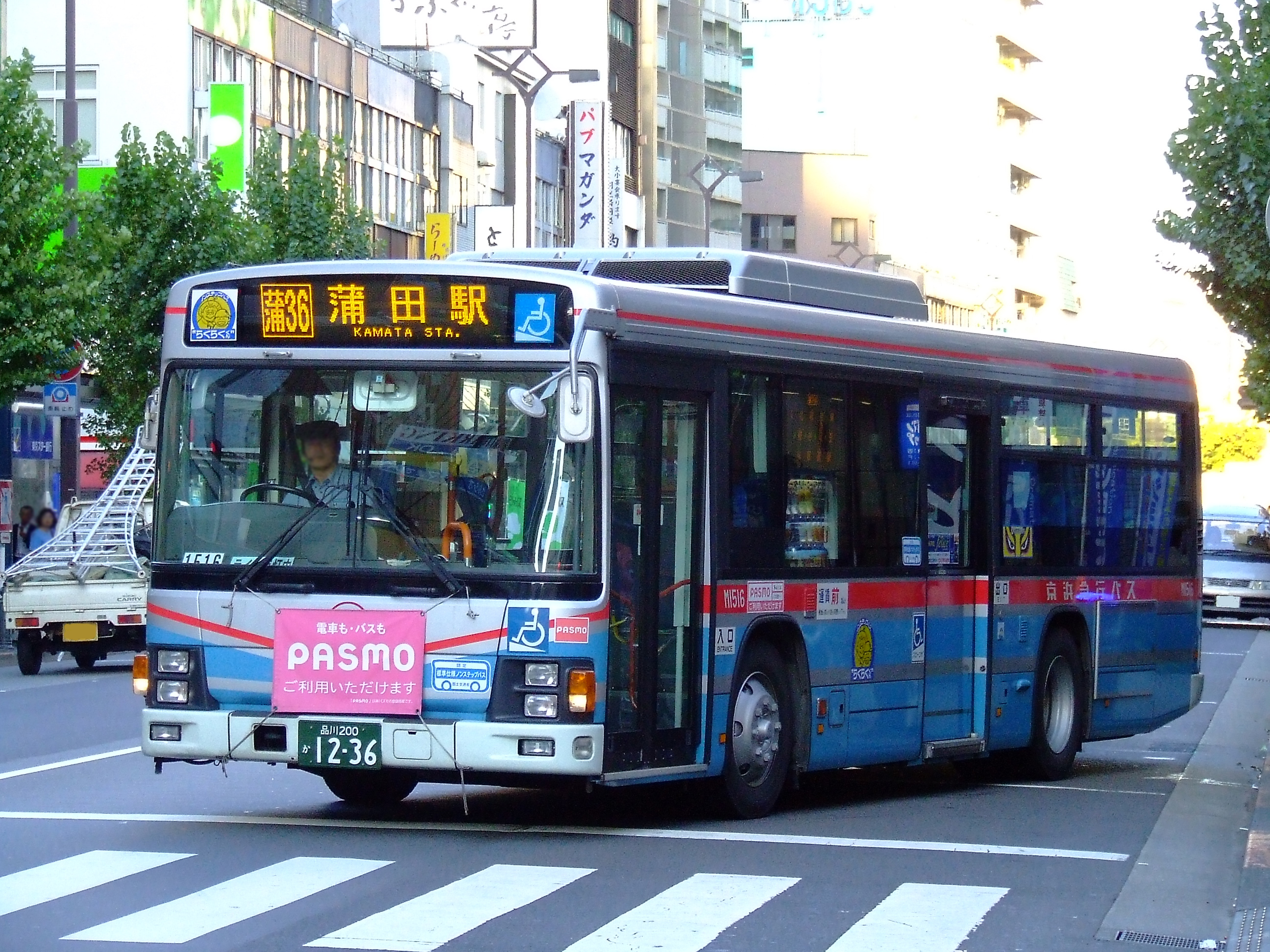
ERGA ohne Zugangsstufe Typ-A PJ-LV234L1
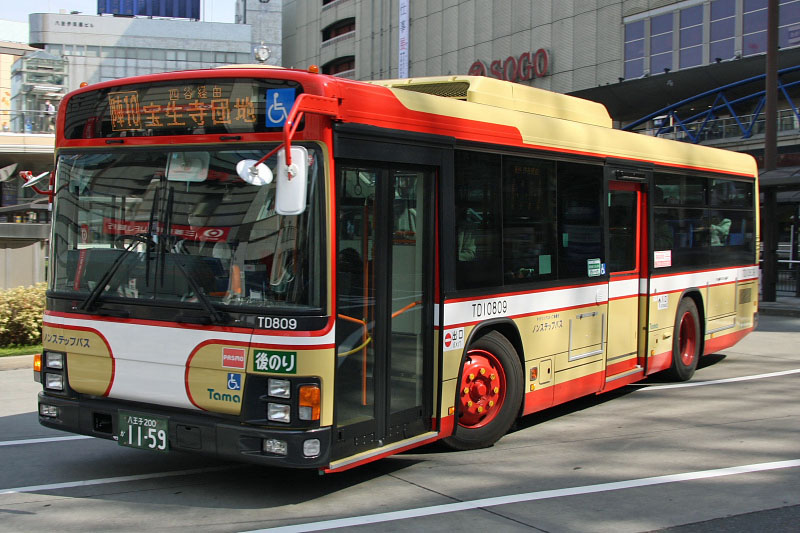
ERGA ohne Zugangsstufe Typ-A PKG-LV234L2
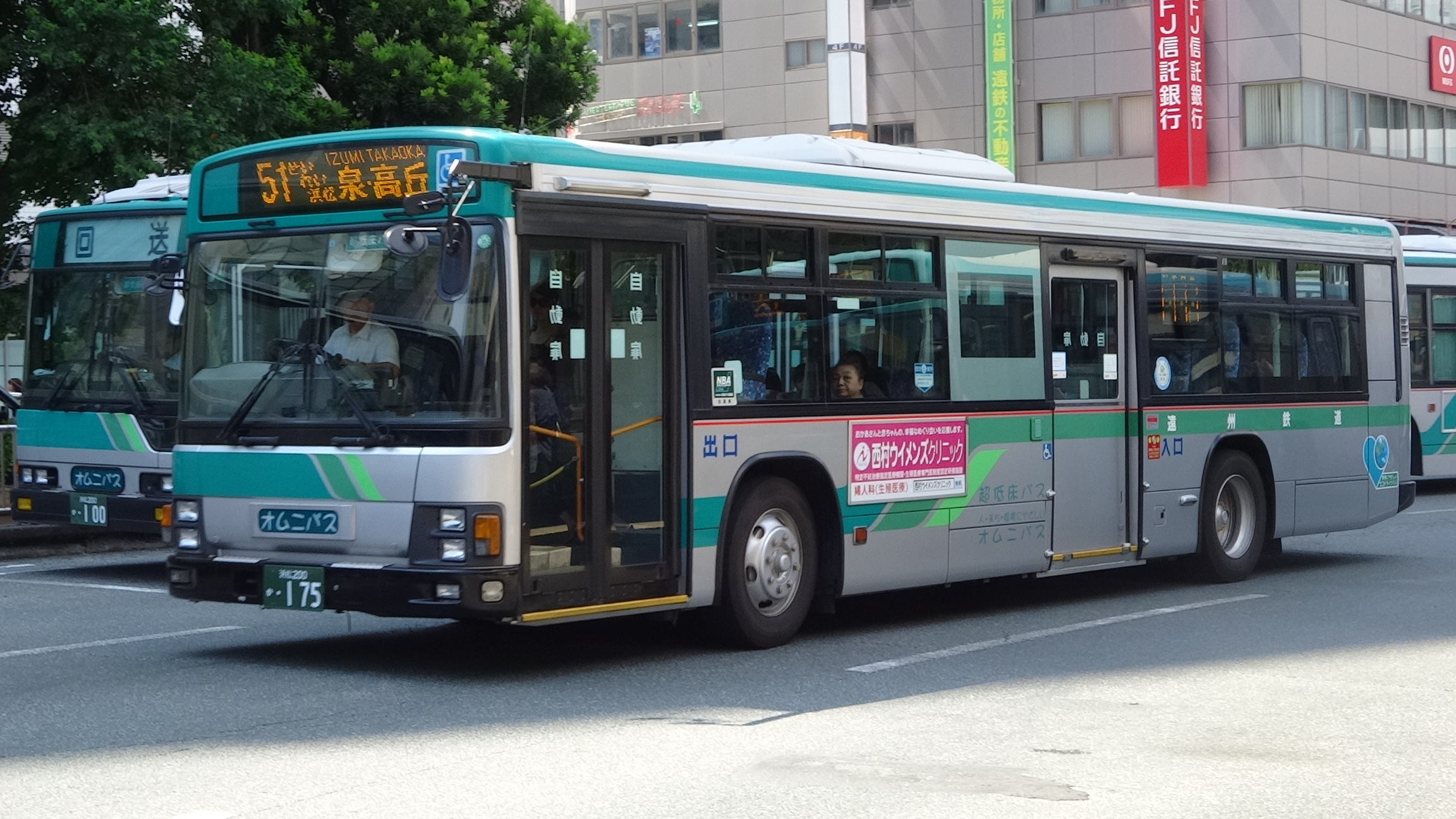
ERGA ohne Zugangsstufe Typ-B KL-LV834N1
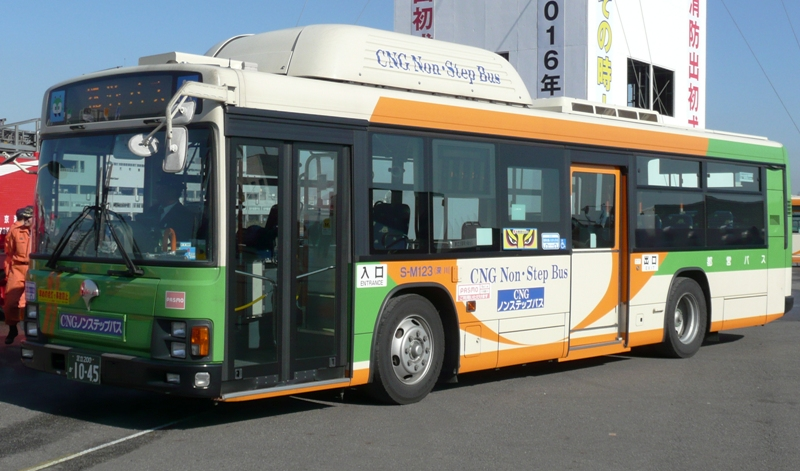
ERGA ohne Zugangsstufe Typ-B CNG KL-LV834L1(sitte)
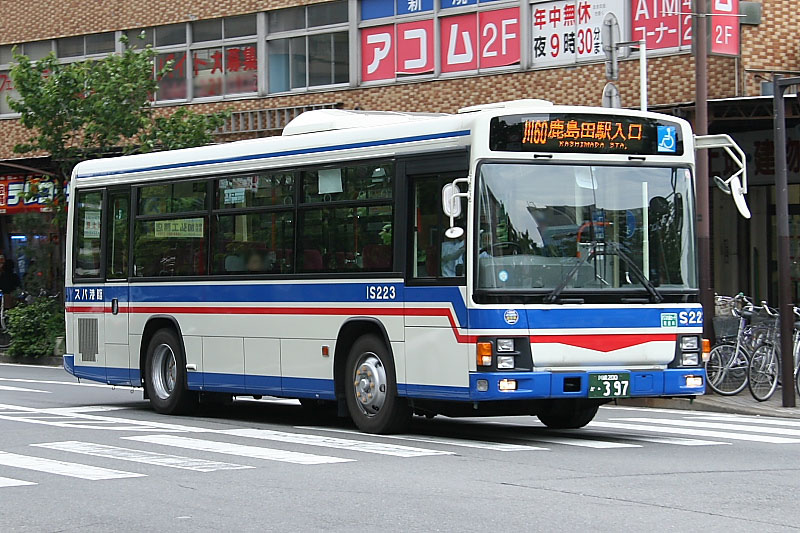
ERGA LT mit 1 Zugangsstufe KL-LT233J2
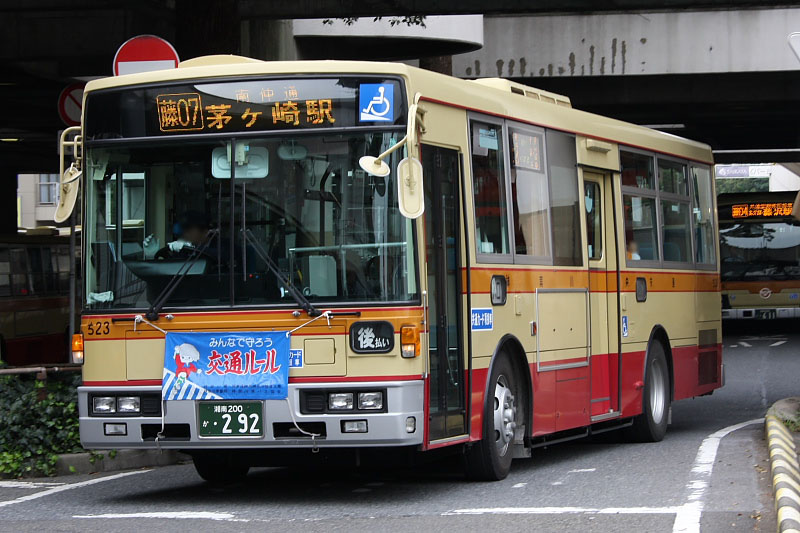
ERGA mit 1 Zugangsstufe KL-LV280L1(sitte) (FHI R17E-Aufbau)
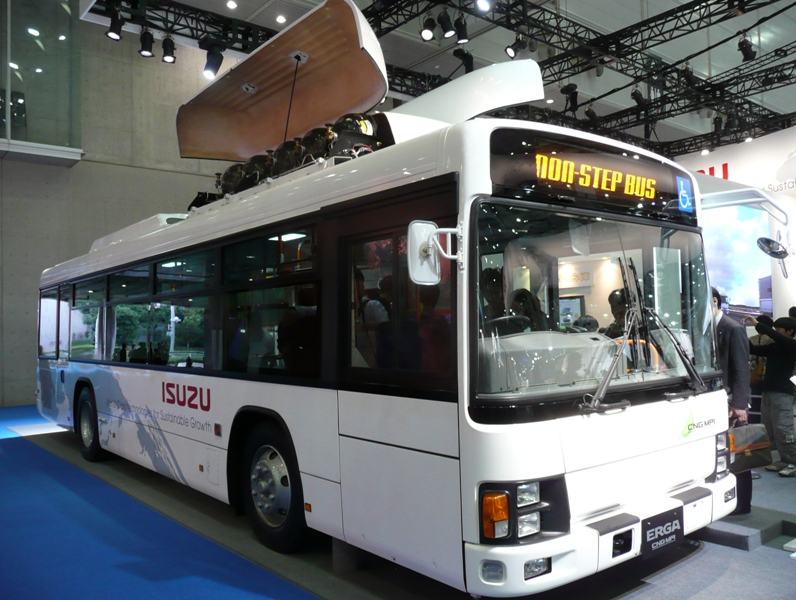
ERGA ohne Zugangsstufe Typ-A CNG PDG-LV234L2(sitte)
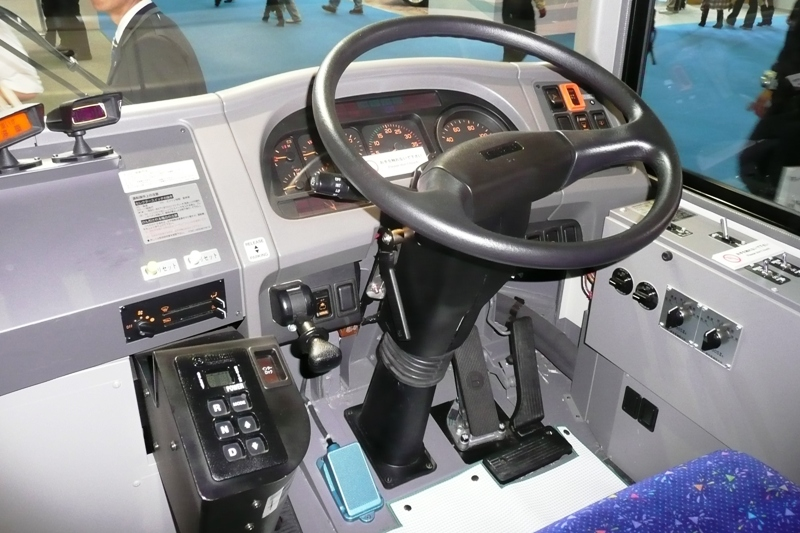
Cockpit eines ERGA

## Isuzu Erga-J
Der Isuzu Erga-J ist ein Hino Rainbow HR mit Isuzu-Emblemen.
- PK-HR7JPAC (2004)

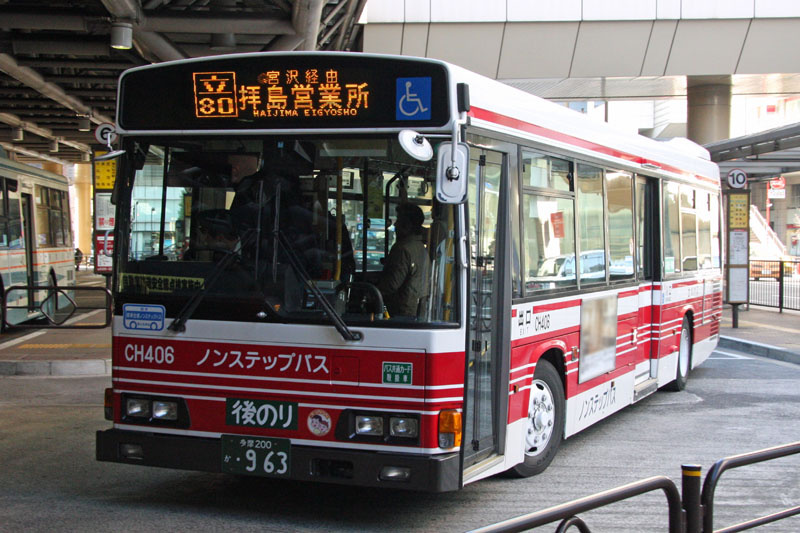
Erga-J PK-HR7JPAC

## Modellpalette
- Bus mit 1 Zugangsstufe
- Bus mit 2 Zugangsstufen
- Bus ohne Zugangsstufe Typ-A
- Bus ohne Zugangsstufe Typ-B